# 鬼方
鬼方（きほう、guǐfāng、コイファン）は古代中国（殷時代）に存在したとされる小国。
北方に住み、遊牧や狩猟を行っていた。首領は鬼侯、鬼公などと呼ばれた。“方”の文字は“邦”と意味はほぼ同じと思われ、“くに”を表したが、殷王朝に服属していない勢力に付される呼称とされる。例：土方、𢀛方、苦方、龍方、人方、馬方、蜀方、盂方、羌方、𠭯方など。